# Stenometopiellus perexigua
Stenometopiellus perexigua är en insektsart som beskrevs av Rauno E. Linnavuori 1953. Stenometopiellus perexigua ingår i släktet Stenometopiellus och familjen dvärgstritar. Inga underarter finns listade i Catalogue of Life.